# Hanuš Wihan
Hanuš Wihan, křtěný Jan Josef Jindřich Maria (5. června 1855, Police nad Metují – 1. května 1920, Praha) byl český violoncellista a hudební pedagog.

## Umělecké zrání
Hanuš Wihan se narodil v rodině soudního kancelisty Františka Wihana. Jeho přirozený hudební talent u něj objevil v 11 letech ředitel pražské konzervatoře Josef Krejčí který ho přivedl ke studiu hudby. Na konzervatoři nastoupil v roce 1867 do violoncellové třídy vedenou profesorem Františkem Hegenbartem.
Po absolutoriu v roce 1873 získal místo profesora violoncella na Mozarteu v Salcburku. Po roce přijal angažmá na pozici sólového violoncellisty v 48členném orchestru mecenáše barona Paula Derviese. Za rok se vrátil na krátkou dobu do Čech, kde se stal violoncellistou pražského německého divadla. Po jeho dalších působeních u Bilseovy kapely v Berlíně a u dvorní hudby knížete Schwarzenburga v městě Sondershausenu v Durynsku se stává již známým a oblíbeným sólistou.
V roce 1880 odchází na 8 let do mnichovské královské dvorní kapely, kde působí jako sólový violoncellista. Byl také členem bayreuthského orchestru pod taktovkou Richarda Wagnera s kterým studoval Beethovenovy komorní skladby. Navázal osobní přátelství s Richardem Wagnerem, Ferencem Lisztem, Hansem von Büllowem, Richardem Straussem aj. V Mnichově se oženil a krátce nato i rozvedl.

## Pedagogická činnost
Po úmrtí Františka Hagenbarta přijal třiatřicetiletý Hanuš Wihan uprázdněné místo na konzervatoři v Praze, kde si kulturně i ekonomicky značně pohoršil. S vervou se začal účastnit kulturního života, mimo vyučování na konzervatoři i sám koncertoval. Zahrál si v Rudolfínu před samotným význačným ruským skladatelem P. I. Čajkovským a v Umělecké besedě společně s polským legendárním pianistou I. J. Paderewskim.
Současně s jeho příchodem na konzervatoř se ředitel konzervatoře, hudební osobnost, Antonín Bennewitz vzdal výuky komorní hry a Hanuš Wihan ji přebral současně s výukou violoncella. Díky jeho pedagogickým metodám tehdy opouštělo konzervatoř hodně skvěle připravených hudebníků. Traduje se, že byl na studenty velice přísný a nevyhnul se ani fyzickým trestům.
Z tehdejších vynikajících studentů houslí Karla Hofmana, Josefa Suka, Oskara Nedbala a violoncellisty Otto Bergera sestavil kvarteto, které si svým vystoupením v Rudolfinu v roce 1891 získalo velký ohlas. Dali si jméno České kvarteto.

## Interpretační činnost

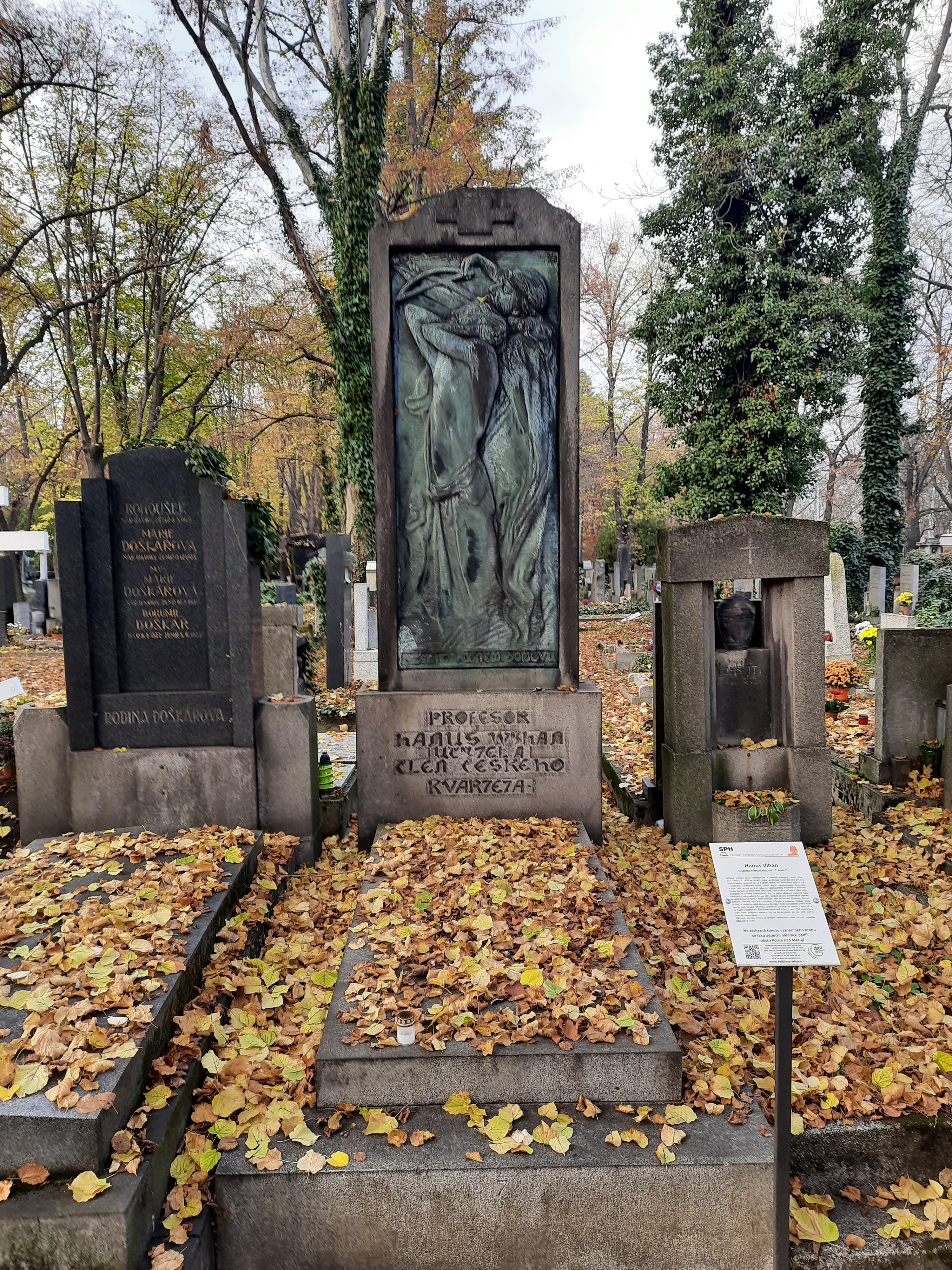
Hrob Hanuše Wihana na Olšanských hřbitovech s bronzovým reliéfem od Františka Bílka

Strmý umělecký vzestup Českého kvarteta byl v roce 1893 zastaven onemocněním violoncellisty Otto Bergera, který roku 1897 umírá. Zprvu jej Hanuš Wihan zastupoval, později zcela opustil finančně zajištěné místo profesora na konzervatoři a nastoupil do souboru se členy o generaci mladšími.

S Českým kvartetem absolvoval za dvacet let bezpočet koncertů po celé Evropě, své schopnosti světového sólisty plně podřídil hře kvarteta. V roce 1913, téměř šedesátiletý, onemocněl vážnou srdeční chorobou a na koncertech ho začal zastupovat violoncellista Ladislav Zelenka. Hanuš Wihan se bránil definitivnímu ukončení koncertování a traduje se, že jeho spoluhráči mu roku 1914 oznámili své rozhodnutí nahradit jej Ladislavem Zelenkou písemně.

## Závěr
Usadil se trvale v Brandýse nad Orlicí, po vzniku republiky se stal v roce 1919 profesorem komorní hry na pražské konzervatoři. V květnu roku 1920 umírá následkem prochlazení po jeho oblíbeném koupání v řece.
Největších uměleckých úspěchů a slávy dosáhl Hanuš Wihan v době svého působení v Českém kvartetu. Vnesl do souboru Wagnerovo pojetí kvarteta a 20 let napomáhal udržovat hudební těleso na interpretační úrovni v této době málo vídané. Také aktivně rozšiřoval českou hudbu po celé Evropě. Poslední dobou již Wihan neměl moc pochopení pro moderní způsob komorní hry, jeho krásný mohutný tón a virtuozita v ovládání pizzicata ale zůstanou nezapomenutelné. Před prvou světovou válkou mívalo kvarteto ročně přes 100 koncertů, převážně v zahraničí.
Zemřel roku 1920 v Praze. Pohřben byl na Olšanských hřbitovech.
V roce 2022 byl jmenován čestným občanem Police nad Metují, kde se narodil.

## Poznámka
V roce 1985 vzniklo smyčcové kvarteto, tehdy velmi mladých a nadaných umělců, kteří se rozhodli navázat na českou interpretační školu a z úcty k předchůdcům si dalo jméno Wihanovo kvarteto.